# Thelyssina
Thelyssina is een geslacht van weekdieren uit de klasse van de Gastropoda (slakken).

## Soort
- Thelyssina sterrha Marshall, 1983